# ۲۰۰۸

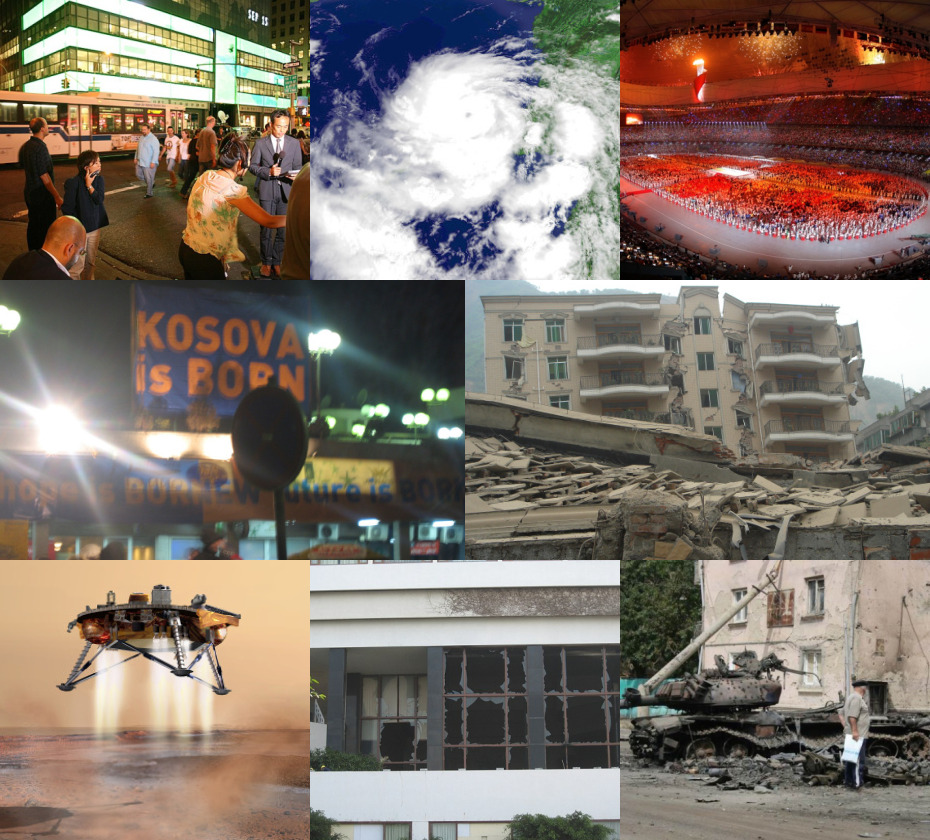

۲۰۰۸ (سال دو هزار و هشت، در عددنویسی رومی:MMVIII) میلادی هشتمین سال از سده ۲۱ میلادی و نیز هشتمین سال از هزاره سوم میلادی بود. بر اساس تقویم گریگوری این سال از ابتدای روز سه شنبه ۱ ژانویه ۲۰۰۸ شروع شده و در پایان چهارشنبه ۳۱ دسامبر ۲۰۰۸ به پایان رسید. در تقویم چینی این سال سال موش بود.
در تقویم ایرانی سال ۲۰۰۸ از ۱۱ دی ۱۳۸۶ شروع شده و در تاریخ ۱۱ دی ۱۳۸۷ پایان یافت. سال ۲۰۰۸ مطابق سال‌های ۱۴۲۸، ۱۴۲۹، و ۱۴۳۰ هجری قمری بود.
مهم‌ترین رویدادهای این سال را می‌توان، ادامه بحران مالی بین‌المللی، اعلان استقلال کوزوو از صربستان، انتخابات ریاست جمهوری در روسیه و انتخاب دیمیتری مدودف، وقوع چرخند پر تلفات نرگس در برمه، حل بحران سیاسی لبنان و امضای توافقنامه دوحه، رکورد شکنی قیمت نفت خام، بازداشت رادوان کاراجیچ به اتهام نسل کشی در دهه ۹۰ میلادی، جنگ گرجستان و روسیه، برگزاری المپیک تابستانی در پکن، انتخابات ریاست جمهوری ایالات متحده و انتخاب باراک اوباما به عنوان چهل و چهارمین رئیس جهور این کشور، حملات تروریستی در بمبئی و جنگ اسرائیل و غزه دانست

## نام‌گذاری‌ها
- سال بین‌المللی کره زمین[۱]
- سال بین‌المللی سیب‌زمینی[۲]
- سال بین‌المللی زبان‌ها[۳]
- سال بین‌المللی قورباغه[۴]

## رویدادها
مهم‌ترین رویدادهای این سال را می‌توان، ادامه بحران مالی بین‌المللی، اعلان استقلال کوزوو از صربستان، انتخابات ریاست جمهوری در روسیه و انتخاب دیمیتری مدودف، وقوع چرخند پر تلفات نرگس در برمه، حل بحران سیاسی لبنان و امضای توافقنامه دوحه، رکورد شکنی قیمت نفت خام، بازداشت رادوان کاراجیچ به اتهام نسل کشی در دهه ۹۰ میلادی، جنگ گرجستان و روسیه، برگزاری المپیک تابستانی در پکن، انتخابات ریاست جمهوری ایالات متحده و انتخاب باراک اوباما به عنوان چهل و چهارمین رئیس جهور این کشور، حملات تروریستی در بمبئی و جنگ اسرائیل و غزه دانست، در ادامه این مقاله بجز موارد بالا به تفضیل به موارد بسیار دیگری نیز پرداخته شده‌است.
تنها چهار روز پیش از شروع سال ۲۰۰۸ میلادی، بی‌نظیر بوتو به قتل رسیده بود و این موضوع باعث افزایش نگرانی از دست رفتن ثبات سیاسی دولت حاکم در پاکستان شده بود. این موضوع باعث افزایش حضور نظامیان خارجی در افغانستان شد. افزایش میزان خشونت‌ها در هفته‌های اول سال ۲۰۰۸ در عراق خوش‌بینی‌های قبلی نسبت به محدود شدن خشونت در عراق که پس از افزایش شدید نیروهای آمریکا در عراق به دست آمده بود را کمرنگ کرد. اما به صورت تصور عمومی‌ای که دولت بوش توجهش را از عراق به سمت افغانستان برده وجود داشت.

### ژانویه

از اول ژانویه ۲۰۰۸ قانون ممنوعیت استعمال سیگار در رستوران‌ها و بارهای کشورهای اروپایی به اجرا درآمد.

- ۱ ژانویه - اسلوونی به عنوان رئیس دوره‌ای اتحادیه اروپا انتخاب شد.[۶]
- ۱ ژانویه - پیوستن قبرس و مالت به کشورهای استفاده‌کننده از یورو.[۷][۸]
- ۱ ژانویه - ممنوعیت کشیدن سیگار در رستورانها و بارهای کشورهای اروپایی.
- ۲ ژانویه - قیمت نفت برای اولین بار به بیش از ۱۰۰ دلار رسید.
- ۲ ژانویه - استعفای چوآ سوی لک وزیر بهداشت مالزی در پی انتشار فیلم روابط جنسی با یک زن.[۹]
- ۵ ژانویه - میخائیل ساکاشویلی، در انتخابات ریاست جمهوری گرجستان دوباره به سمت رئیس‌جمهوری برگزیده شد.[۱۰]
- ۱۲ ژانویه - انتخابات پارلمانی تایوان و پیروزی قاطع حزب کومینتانگ.[۱۱]
- ۱۳ ژانویه - لغو محدودیت‌های اجتماعی از اعضای سابق حزب بعث و طرفداران سابق صدام حسین توسط پارلمان عراق.[۱۲][۱۳]
- ۱۴ ژانویه - اعلام برندگان جوایز گلدن گلوب.[۱۴]
- ۱۴ ژانویه - بابی جیندال، از حزب جمهوری‌خواه، به عنوان اولین فرماندار آمریکایی با تبار هندی در ایالت لوئیزیانا قسم فرمانداری یاد کرد.[۱۵]
- ۱۴ تا ۲۷ ژانویه - مسابقات تنیس آزاد استرالیا[۱۶] و قهرمانی نواک جاکویچ در رده مردان و ماریا شاراپووا در رده زنان.[۱۷]
- ۱۵ ژانویه - سازمان مواد دارویی و غذایی آمریکا اعلام کرد که گوشت حیوانات تاگ‌سازی شده «بی‌خطر است».[۱۸]
- ۲۰ ژانویه - انتخابات ریاست جمهوری صربستان.[۱۹]

پرچم جدید عراق.

- ۲۰ ژانویه - معرفی شهر دمشق به عنوان «پایتخت فرهنگی جهان عرب در سال ۲۰۰۸» توسط میراث جهانی یونسکو و اتحادیه عرب.[۲۰]
- ۲۰ ژانویه - انتخابات پارلمانی در کوبا.
- ۲۱ تا ۱۰ فوریه - بازی‌های جام ملت‌های آفریقا در کشور غنا[۲۱] و قهرمانی تیم ملی فوتبال مصر.[۲۲]
- ۲۲ ژانویه - بانک مرکزی آمریکا، در پی سقوط جهانی قیمت سهام در بازارهای مالی آسیا و اروپا، نرخ بهره وام را سه چهارم یک درصد کاهش داد و به سه و نیم درصد رساند.[۲۳]
- ۲۲ ژانویه - اعلام رسمی فهرست نامزدان هشتادمین جوایز اسکار توسط آکادمی علوم و صنایع سینمایی آمریکا.[۲۴]
- ۲۳ تا ۲۷ ژانویه - اجلاس سالیانه مجمع جهانی اقتصاد در داووس سوئیس.[۲۵]
- ۲۴ ژانویه - تصویب تغییر طرح پرچم عراق در پارلمان عراق.[۲۶]
- ۲۴ ژانویه - استعفای رومانو پرودی، نخست وزیر ایتالیا پس از شکست در رأی‌گیری طرح سیاست خارجی در سنای ایتالیا.[۲۷]
- ۲۵ ژانویه - آتش‌سوزی در هتل مونت‌کارلو در شهر لاس‌وگاس.[۲۸]
- ۲۸ ژانویه - تحویل هشتمین و آخرین محموله سوخت اتمی نیروگاه اتمی بوشهر توسط روسیه به ایران.[۲۹]
- ۲۸ ژانویه - سخنرانی سالیانه جورج دبلیو بوش در کنگره و سنا.[۳۰][۳۱]
- ۲۹ ژانویه - اعلام محکومیت ۵۴ بهائی ایرانی به جرم «تبلیغ علیه نظام» در شهر شیراز به «یک تا چهار سال زندان».[۳۲]
- ۳۰ ژانویه - کناره‌گیری رودی جولیانی و جان ادواردز از نامزدی انتخابات ریاست جمهوری ایالات متحده آمریکا.[۳۳][۳۴]

### فوریه
- ۱ فوریه - مرگ حداقل ۴۳ نفر و ۸۵ زخمی در پی بمب‌گذاری تروریستی در یک بازار بغداد که توسط دو زن عقب‌افتاده ذهنی انجام گرفت.[۳۵]
- ۲ فوریه - کارنوال ریو دوژانیرو، بزرگ‌ترین کارنوال جهان در برزیل.[۳۶]
- ۲ فوریه - حمله شورشیان به انجامنا، پایتخت چاد.[۳۷]
- ۳ فوریه - بازی فینال چهل و دومین مسابقه سوپربول برای انتخاب قهرمان لیگ فوتبال ملی (NFL) در استادیوم دانشگاه فینکس، در ایالت آریزونا.
- ۳ فوریه - انتخابات ریاست جمهوری صربستان و پیروزی بوریس تادیچ با بیش از ۵۰ درصد آرا اخذ شده.[۳۸]
- ۴ فوریه - افتتاح سازمان فضایی ایران و پرتاب اولین موشک ماهواره‌بر ساخت صنایع هوافضای ایران به نام ماهواره‌بر سفیر به فضا.[۳۹]
- ۴ فوریه - حمله انتحاری در شهر اسرائیلی دیمونا توسط دو عضو گردان‌های عزالدین قسام.[۴۰][۴۱]
- ۵ فوریه - «سه‌شنبه فوق‌العاده» و رقابت فشرده نامزدهای انتخابات مقدماتی ریاست جمهوری ایالات متحده آمریکا در ۲۴ ایالت آن کشور.[۴۲]
- ۶ فوریه - گردباد و توفان‌های موسمی در ایالت‌های جنوبی آمریکا، دست کم ۴۸ کشته و بیش از ۱۵۰ مجروح برجای گذاشت.[۴۳]
- ۷ فوریه - آغاز سال موش (سال نو چینی)
- ۷ فوریه - میت رامنی از ادامه رقابت بر سر تصاحب کاندیداتوری حزب جمهوریخواه آمریکا در انتخابات ریاست جمهوری ایالات متحده آمریکا کنار کشید.[۴۴]
- ۷ فوریه - پرتاب فضاپیمای آتلانتیس در عملیات اس‌تی‌اس-۱۲۲ برای انتقال و نصب لابراتوار اروپائی کلمبوس در ایستگاه فضایی بین‌المللی.[۴۵]
- ۷ فوریه - تصویب طرح محرک‌های اقتصادی به میزان ۱۶۷ میلیارد دلار در کنگره ایالات متحده آمریکا به منظور پرهیز از وارد شدن به عصر رکود اقتصادی.[۴۶]
- ۹ فوریه - «لغو ممنوعیت حجاب در دانشگاه‌های ترکیه» در پی تصویب دو اصلاحیه در قانون اساسی، توسط پارلمان ترکیه.[۴۷][۴۸]
- ۱۰ فوریه - پرچم جدید عراق پس از آغاز جنگ عراق، برای اولین بار در منطقه خود مختار کردستان عراق به اهتزاز درآمد.[۴۹]

نقشه کوزوو

- ۱۱ فوریه - زخمی شدن خوزه راموس هورتا رئیس‌جمهور تیمور شرقی، بر اثر حمله مسلحانه به خانه‌اش توسط شورشیان.[۵۰]
- ۱۳ فوریه - انحلال پارلمان مالزی توسط پادشاه، به درخواست عبدالله احمد بداوی نخست‌وزیر آن کشور.[۵۱]
- ۱۶ فوریه - انتخاب مجدد واسلاو کلاوس به عنوان رئیس‌جمهور جمهوری چک توسط پارلمان.[۵۲]
- ۱۷ فوریه - کشور کوزوو با وجود موافقت و مخالفت برخی کشورها از صربستان اعلام استقلال کرد.
- ۱۷ فوریه - اجرایی شدن قانون منع دخانیات در رستوران‌ها، بارها و تمامی مراکز شبانه در تایلند.[۵۳]
- ۱۸ فوریه - اعلان استقلال کوزوو از صربستان به صورت یکجانبه و مخالفت برخی کشورها از جمله صربستان، روسیه، چین، اسپانیا، رومانی، بلغارستان و حمایت برخی کشورها از جمله ایالات متحده آمریکا، آلمان، پادشاهی متحده، فرانسه، ایتالیا، کرواسی، بلژیک و آلبانی.[۵۴][۵۵]
- ۱۹ فوریه - فیلدل کاسترو رسما استعفا خود را از ریاست جمهوری کوبا اعلام کرد.این حکم در ۲۴ این ماه به مرحله اجرا درآمد.
- ۲۴ فوریه - هشتادمین مراسم جوایز اسکار در تالار کداک تیئتر در هالیوود و انتخاب فیلم جایی برای پیرمردها نیست به عنوان «بهترین فیلم».[۵۶]
- ۲۴ فوریه - رائول کاسترو برادر فیدل کاسترو رئیس‌جمهور کوبا پس از او با اتفاق آرای مجلس این کشور به ریاست جمهوری منصوب شد.

### مارس
- ۱ مارس - کشته‌شدن رائول ره‌یس، از فرماندهان ارشد فارک در حمله مشترک پلیس و ارتش کلمبیا.[۵۷]
- ۲ مارس - انتخابات ریاست جمهوری در روسیه. دمیتری مدودوف با کسب نزدیک به ۷۰٪ آرا، به عنوان رئیس‌جمهور روسیه برگزیده شد.[۵۸]
- ۲ مارس - ونزوئلا و اکوادور، در جواب به نفوذ پارتیزان‌های فارک به داخل مرز اکوادور، نیروهای خود را به سمت مرز با کلمبیا پیش بردند.
- ۳ مارس - تصویب قطعنامه ۱۸۰۳ شورای امنیت سازمان ملل متحد بـا ۱۴ رأی مثبت و یک رأی ممتنع، علیه برنامه هسته‌ای ایران.[۵۹]
- ۸ مارس - روز جهانی زن
- ۹ مارس - پرتاب فضاپیمای ترابری خودکار (اِی‌تی‌وی) توسط سازمان فضایی اروپا به ایستگاه فضایی بین‌المللی از پایگاه فضایی گویان.[۶۰]
- ۱۱ مارس - شبکه عرب‌زبان تلویزیون بی‌بی‌سی آغاز به کار کرد.[۶۱]

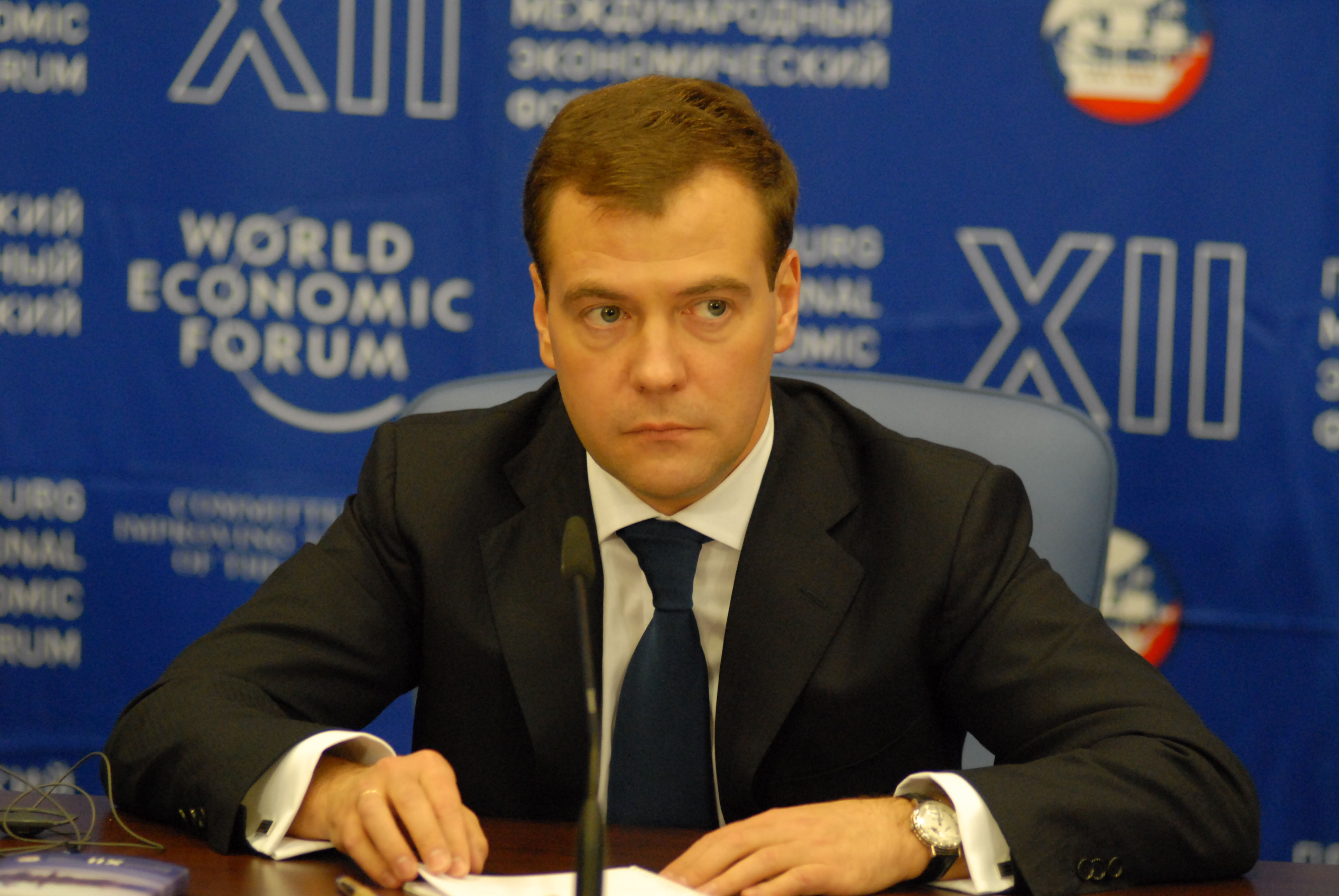
در ۲ مارس ۲۰۰۸ دمیتری مدودوف به عنوان رئیس جمهور روسیه انتخاب شد.

- ۱۲ مارس - قتل فرج رحو، اسقف اعظم کلیسای کلدانی در شهر موصل عراق توسط گروه تروریستی القاعده.[۶۲][۶۳]
- ۱۴ مارس - انتخابات مجلس شورای اسلامی در ایران.
- ۲۹ مارس - انتخابات ریاست جمهوری در زیمبابوه.
- ۲۰ مارس - پنجمین سالگرد اشغال عراق توسط نیروهای ائتلاف.
- ۲۴ مارس - کشور بوتان اولین انتخابات عمومی خود را برگزار کرد.

### آوریل
- ۲ آوریل - روز جهانی کتاب کودک.
- ۳ آوریل - اتصال باربر پیشرفته اروپایی موسوم به ژول ورن اِی‌تی‌وی به ایستگاه فضایی بین‌المللی.[۶۴]
- ۳ آوریل - موافقت ناتو با پیوستن آلبانی و کرواسی به پیمان آتلانتیک شمالی و رد درخواست جمهوری مقدونیه به‌خاطر مخالفت کشور یونان.[۶۵]
- ۴ آوریل - حبس خانگی نجم‌الدین اربکان، اولین نخست وزیر اسلامگرای ترکیه.[۶۶]
- ۶ آوریل - انتخابات ریاست جمهوری در مونته‌نگرو.[۶۷]
- ۱۰ آوریل - انتخابات مجلس مؤسسان در نپال.[۶۸]
- ۱۳ آوریل - انتخابات عمومی ایتالیا و پیروزی سیلویو برلوسکونی به عنوان نخست وزیر ایتالیا.[۶۹]

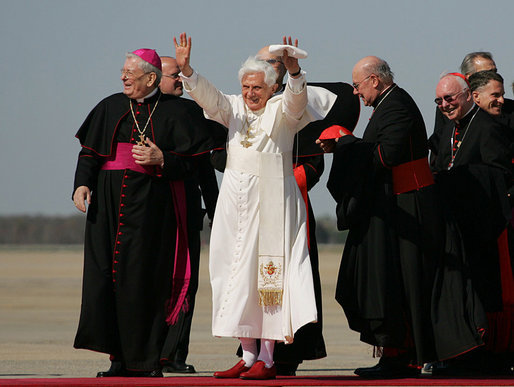
پاپ بندیکت شانزدهم در فرودگاه نظامی اندروز در ایالت مریلند.

- ۱۵ تا ۲۰ آوریل - سفر پاپ بندیکت شانزدهم به ایالات متحده آمریکا و بازدید از شهرهای واشنگتن و نیویورک.[۷۰][۷۱]
- ۲۰ آوریل - «درگیری» مرزی سربازان ایران و افغانستان.[۷۲]
- ۲۱ آوریل - وام صد میلیاردی بانک مرکزی بریتانیا به بانک‌های بریتانیایی با هدف کاهش محدودیت‌ها در بخش اعتبارات بانکی.[۷۳]
- ۲۲ آوریل - روز جهانی زمین.
- ۲۴ آوریل - موفقیت مائوئیست‌ها در انتخابات نپال و وعده آنان برای ملغای نظام سلطنتی آن کشور.[۷۴]
- ۲۵ آوریل - انتشار تصاویر محرمانه تاسیسات اتمی سوریه توسط سازمان اطلاعات مرکزی آمریکا.[۷۵]
- ۲۶ آوریل - درگیری‌های خونین در استان ایلام پیرامون دور دوم انتخابات هشتمین دوره مجلس شورای اسلامی.[۷۶]
- ۲۷ آوریل - ترور ناموفق حامد کرزای رئیس‌جمهور افغانستان توسط شبه‌نظامیان طالبان در مراسم سالگرد پیروزی مجاهدین افغان در کابل.[۷۷][۷۸]
- ۲۸ آوریل - هفتاد کشته و چهارصد زخمی بر اثر برخورد دو قطار در شرق چین.[۷۹]
- ۲۹ آوریل - کوبا اجرای حکم اعدام را رسماً متوقف کرد.[۸۰]
- ۳۰ آوریل - انتشار گزارش سالانه وزارت امور خارجه آمریکا دربارهٔ «وضعیت تروریسم در جهان» و نامیدن ایران به عنوان «فعال‌ترین دولت حامی تروریسم» و القاعده به عنوان «بزرگ‌ترین تهدید تروریستی» برای غرب.[۸۱][۸۲][۸۳]

### مه
- ۱ مه - روز جهانی کارگر.

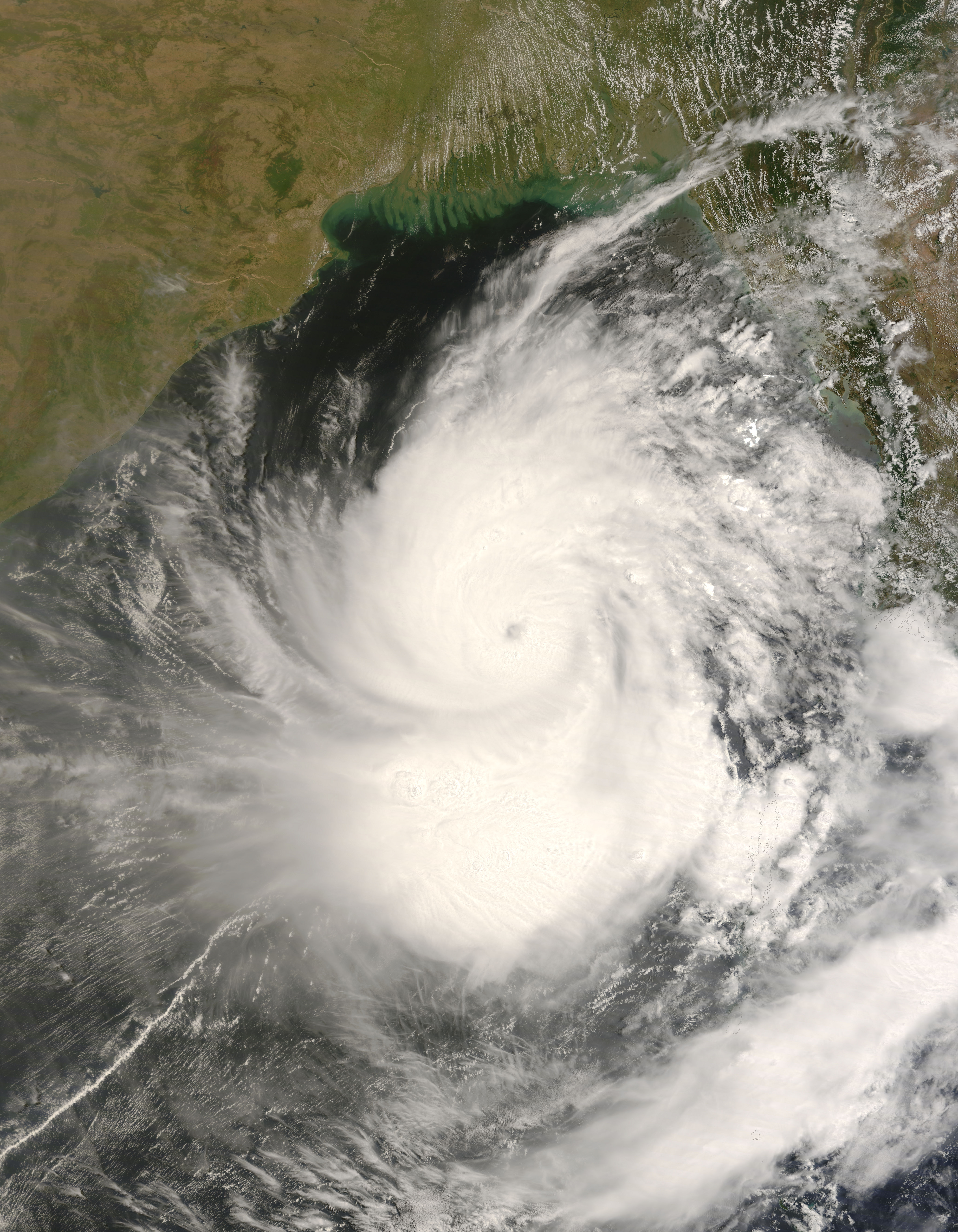
چرخند نرگس در برمه قریب به ۱۰۰هزار نفر کشته برجای گذاشت.

- ۱ مه - انتخابات شهردار لندن و اعضای ۱۴۰ شورای شهر در انگلستان و ایالت ویلز و پیروزی بوریس جانسون به عنوان شهردار جدید لندن.[۸۴]
- ۱ مه - افتتاح بزرگ‌ترین آرشیو هولوکاست با بیش از ۵۰ میلیون مدرک مربوط به جرایم و قربانیان رژیم نازی آلمان در شهر باد آرولسِن آلمان.[۸۵]
- ۱ مه - دست‌کم ۳۵ کشته و ۷۵ زخمی بر اثر دو انفجار انتحاری در استان دیاله عراق.[۸۶]
- ۱ تا ۷ مه - هفته جهانی «دانشنامه ایرانیکا».[۸۷]
- ۳ مه - فروش قانونی کامپیوترهای خانگی در کوبا آزاد شد، اما دسترسی به اینترنت کماکان در این کشور ممنوع است.[۸۸]
- ۳ مه - روز جهانی آزادی مطبوعات.[۸۹]
- ۳ مه - «کشته شدن» بیش از ۱۵۰ کرد عضو پ‌ک‌ک در حمله هوایی ارتش ترکیه به شمال عراق.[۹۰]
- ۳ مه - اعتراض گسترده مردم تبریز به تحریف نام خلیج فارس توسط امارات.[۹۱]
- ۴ مه - مایکروسافت از خرید یاهو به‌خاطر عدم توافق بر سر قیمت، صرف نظر کرد.[۹۲]
- ۴ مه - حداقل ۷۸هزار نفر کشته و ۵۶هزار مفقودالاثر بر اثر چرخند نرگس در برمه.[۹۳][۹۴]
- ۵ مه - روسیه رسماً به تحریم‌های شورای امنیت سازمان ملل متحد علیه ایران پیوست.[۹۵]
- ۷ مه - از سرگیری حکم «اعدام به وسیلهٔ تزریق مواد کشنده» در آمریکا، پس از هشت ماه وقفه.[۹۶]
- ۷ مه - دمیتری مدودف، به عنوان رئیس‌جمهور جدید روسیه طی مراسمی در کاخ کرملین، سوگند یاد کرد.[۹۷]
- ۷ مه - دادگاه تجدیدنظر در لندن، سازمان مجاهدین خلق را تروریست نشناخت و به حذف برچسب تروریستی از این گروه رأی داد.[۹۸][۹۹]
- ۸ مه - وزیر اطلاعات جمهوری اسلامی، انفجار در یکی از حسینیه‌های شهر شیراز را به گروه‌های سلطنت‌طلب ایرانی نسبت داد.[۱۰۰][۱۰۱]
- ۸ مه - درگیری‌های شدید خیابانی در بیروت.[۱۰۲][۱۰۳]
- ۸ مه - ولادیمیر پوتین نخست وزیر روسیه شد.[۱۰۴][۱۰۵]
- ۹ مه - در پی اخلال دولت برمه، سازمان ملل متحد کمک رسانی به آسیب‌دیدگان «گردباد نرگس» را متوقف کرد.[۱۰۶]
- ۹ مه - حزب‌الله لبنان کنترل غرب بیروت را در دست گرفت.[۱۰۷]
- ۱۰ مه - کابینه لبنان «کودتای خونین» حزب‌الله لبنان را محکوم کرد.[۱۰۸]
- ۱۰ مه - کره شمالی اسناد برنامه سلاح‌های اتمی خود را تسلیم ایالات متحده آمریکا کرد.[۱۰۹]

میزان وسعت زمین‌لرزه ۷٫۸ ریشتری سیچوان.

- ۱۱ مه - انتخابات قانون اساسی در برمه برگزار شد.
- ۱۱ مه - منچستریونایتد قهرمان لیگ برتر فوتبال انگلستان شد.[۱۱۰]
- ۱۲ مه - حداقل ۵۱هزار نفر کشته و ۳۰هزار مفقودالاثر بر اثر زمین‌لرزه ۷٫۸ ریشتری سیچوان در جنوب غربی چین.[۱۱۱][۱۱۲]
- ۱۲ مه - دست کم ۶۰ کشته و بیش از ۱۵۰ زخمی بر اثر هفت رشته انفجار پیاپی تروریستی در شهر جی‌پور هند.[۱۱۳]
- ۱۳ مه - ۵۰۰ کشته بر اثر حمله شورشیان به خرطوم، پایتخت کشور سودان.[۱۱۴]
- ۱۴ مه - شصتمین سالگرد تأسیس کشور اسرائیل.[۱۱۵]
- ۱۴ مه - تخریب یکی از پایه ستون‌های کاخ آپادانا در شوش.[۱۱۶]
- ۱۴ مه - بازداشت شش رهبر دین بهائی در ایران.[۱۱۷][۱۱۸]
- ۱۴ تا ۲۵ مه - شصت و یکمین دوره جشنواره فیلم کن[۱۱۹] و انتخاب فیلم فرانسوی کلاس درس به عنوان برنده نخل طلایی این جشنواره.[۱۲۰]
- ۱۵ مه - دولت لبنان تدابیر اعلام شده علیه گروه شبه‌نظامی حزب‌الله لبنان را که به شش روز نبردهای داخلی منجر شد را لغو کرد.[۱۲۱]
- ۱۵ مه - دادگاه عالی ایالت کالیفرنیا، ازدواج بین همجنس‌گرایان را در ایالت کالیفرنیا قانونی اعلام کرد.[۱۲۲][۱۲۳]
- ۱۷ مه - انتخابات پارلمانی کویت.[۱۲۴]
- ۱۷ مه - پرسپولیس قهرمان لیگ برتر فوتبال ایران شد.[۱۲۵][۱۲۶]
- ۲۱ مه - امضای «توافقنامه دوحه» توسط جناح‌های سیاسی لبنانی جهت تشکیل «دولت ائتلاف ملی».[۱۲۷][۱۲۸]
- ۲۱ مه - انتخابات سراسری در گرجستان[۱۲۹]
- ۲۱ مه - گذشتن بهای نفت خام از بشکه‌ای ۱۳۰ دلار.[۱۳۰]
- ۲۲ مه - قهرمانی تیم فوتبال منچستریونایتد در لیگ قهرمانان اروپا.[۱۳۱][۱۳۲]
- ۲۲ مه - فرمان رئیس‌جمهور آفریقای جنوبی به ارتش مبنی بر پایان دادن به خشونت‌های خیابانی علیه مهاجران سیاه‌پوست.[۱۳۳]
- ۲۳ مه - تجمع اعتراض‌آمیز گروهی از مردم تهران در مقابل سفارت امارات عربی متحده در تهران با دخالت نیروی انتظامی به تشنج کشیده شد.[۱۳۴]
- ۲۴ مه - روسیه مقام نخست مسابقه آواز یوروویژن را کسب کرد.[۱۳۵]
- ۲۴ مه - ژان پیر بمبا معاون سابق رهبر جمهوری دمکراتیک کنگو به جرم اعمال «جنایت علیه بشریت» و به دستور دادگاه بین‌المللی جنایی لاهه دستگیر شد.[۱۳۶]
- ۲۵ مه - میشل سلیمان به عنوان دوازدهمین رئیس‌جمهور لبنان سوگند یادکرد.[۱۳۷][۱۳۸]

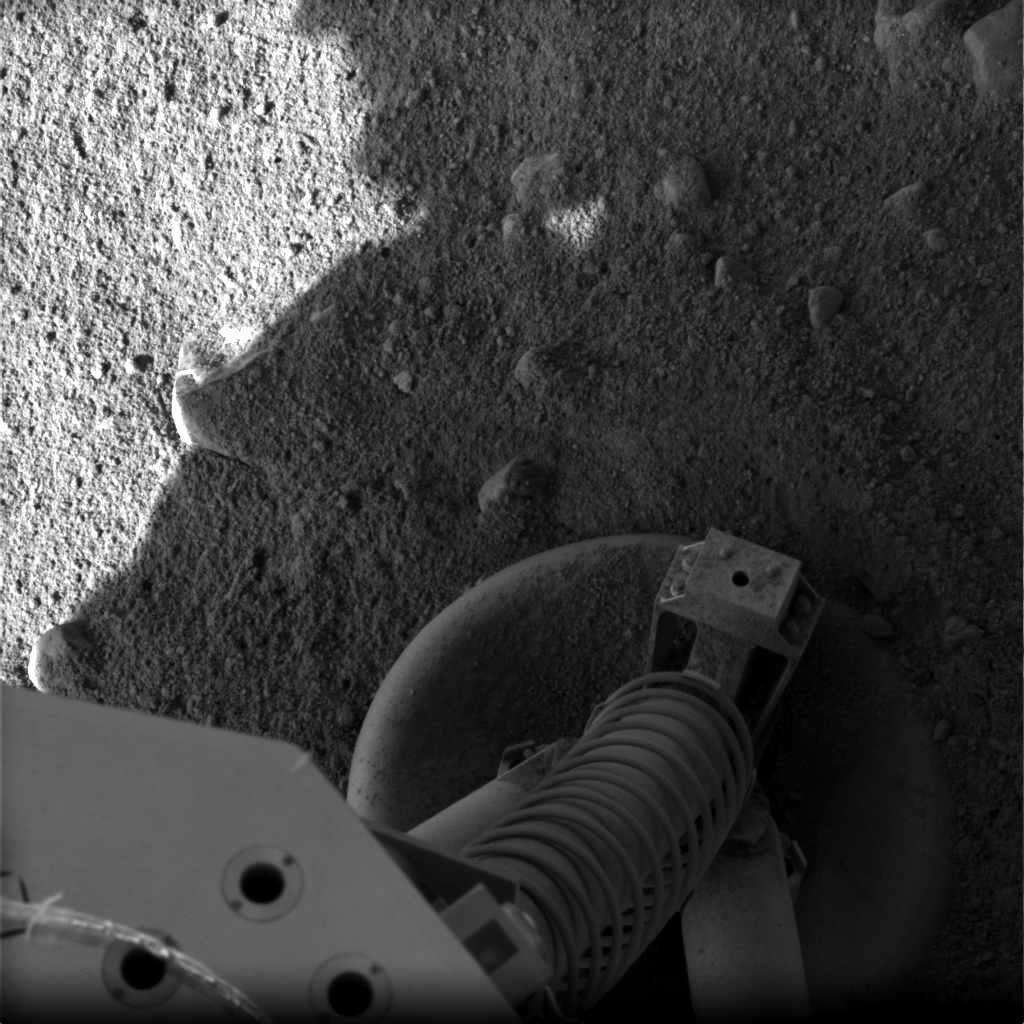
یکی از نخستین تصاویر ارسالی از کاوشگر فینیکس از سیاره مریخ.

- ۲۵ مه تا ۸ ژوئن - مسابقات تنیس آزاد فرانسه و قهرمانی آنا ایوانوویچ در رده زنان[۱۳۹] و رافائل نادال در رده مردان.[۱۴۰]
- ۲۶ مه - کاوشگر فینیکس با موفقیت در ساعت ۲۳:۳۸ جهانی در منطقه‌ای در قطب شمال سیاره مریخ فرود آمد.[۱۴۱][۱۴۲][۱۴۳]
- ۲۷ مه - آژانس بین‌المللی انرژی اتمی در گزارشی به شورای حکام و اعضای شورای امنیت سازمان ملل متحد از «نگرانی جدی در مورد برنامه هسته‌ای ایران» خبر داد.[۱۴۴][۱۴۵]
- ۲۸ مه - مجلس قانون اساسی نپال به اتفاق آرا، به ۲۴۰ سال نظام سلطنتی در نپال پایان داد و رسماً اعلام «جمهوری» کرد.[۱۴۶][۱۴۷]
- ۲۹ مه - دست کم ۱۶ کشته و ۳۰ زخمی در انفجار انتحاری در یک مرکز استخدام پلیس در شهر سنجار، در نزدیکی شهر موصل در شمال عراق.[۱۴۸]
- ۲۹ مه - ایالت نیویورک، ازدواج همجنس‌گرایان را به رسمیت شناخت.[۱۴۹]
- ۳۰ مه - دستور رسمی دولت نپال به گیانندرا، شاه سابق نپال برای «تخلیه کاخ سلطنتی».[۱۵۰]
- ۳۱ مه - تخریب کتیبه دوران هخامنشی در جزیره خارگ.[۱۵۱][۱۵۲]
- ۳۱ مه - پرتاب فضاپیمای دیسکاوری از مرکز فضایی کندی به فضا جهت انجام مأموریت ۱۴ روزه در ایستگاه فضایی بین‌المللی.[۱۵۳]

### ژوئن
- ۱ ژوئن - علی اردشیر لاریجانی رئیس هشتمین دوره مجلس شورای اسلامی شد.[۱۵۴]
- ۲ ژوئن - کشته‌شدن دست کم هشت نفر در انفجار انتحاری در نزدیک سفارت دانمارک در پاکستان. ،[۱۵۵]
- ۳ ژوئن - باراک اوباما با کسب نمایندگان لازم، امید اصلی مقام ریاست جمهوری ایالات متحده آمریکا از سوی حزب دموکرات شد.[۱۵۶][۱۵۷]
- ۵ ژوئن - پیروزی تیم هاکی دیترویت رد وینگز بر پیتزبوزگ یپنگوئنز و قهرمانی این تیم در فصل ۲۰۰۸ جام استنلی.[۱۵۸]
- ۶ ژوئن - دادگاه قانون اساسی، اصلاحیه پارلمان ترکیه بر قانون اساسی را لغو کرد و بدین ترتیب، حجاب اسلامی در دانشگاه‌های ترکیه بار دیگر ممنوع شد.[۱۵۹][۱۶۰]
- ۷ ژوئن - هیلاری کلینتون تلاش‌های خود برای احراز سمت اولین رئیس‌جمهور زن آمریکا را پایان داد و از باراک اوباما برای احراز مقام ریاست جمهوری ایالات متحده آمریکا حمایت کرد.[۱۶۱][۱۶۲]
- ۷ ژوئن - تصویب طرحی قانونی در مجلس شورای ملی مصر در مورد منع قانونی ناقص‌سازی جنسی زنان بجز در «شرایط استثنایی».[۱۶۳]

نشان یوفا یورو ۲۰۰۸

- ۷ تا ۲۹ ژوئن - بازی‌های یوفا یورو ۲۰۰۸ در کشورهای اتریش و سوئیس.
- ۸ ژوئن - تصویب قانونی مبنی بر «جرم شناختن» ناقص‌سازی جنسی زنان بجز در صورت «ضرورت» توسط مجلس شورای ملی مصر.[۱۶۳]
- ۸ ژوئن - وقوع زلزله‌ای به قدرت ۶٫۵ ریشتر، در نزدیکی شهر پاتراس در منطقه پلوپونز یونان.[۱۶۴]
- ۹ ژوئن - کشته‌شدن ۱۲ نفر در پی انفجار دو بمب در شهر الاخضریه در شرق الجزایر.[۱۶۵]
- ۹ ژوئن - ساخت سریعترین ابررایانهٔ جهان توسط شرکت آمریکایی آی‌بی‌ام.[۱۶۶]
- ۹ ژوئن - کشف و نابودی «بزرگترین محموله مواد مخدر جهان» در افغانستان.[۱۶۷]
- ۱۰ ژوئن - خارج‌سازی سرمایه‌های ایران از اروپا.[۱۶۸]
- ۱۰ ژوئن - کشته‌شدن شیخ علی الندا، رئیس قبیله بوناصر در تکریت عراق.[۱۶۹][۱۷۰]
- ۱۱ ژوئن - کشته‌شدن ده‌ها نفر در سانحه آتش‌سوزی هواپیمایی سودان در فرودگاه بین‌المللی خرطوم در سودان.[۱۷۱]
- ۱۱ ژوئن - ترک کاخ سلطنتی نارایانهیتی توسط گیانندرا، پادشاه سابق نپال.[۱۷۲][۱۷۳]
- ۱۲ ژوئن - تعهد بیش از ۲۰ میلیارد دلار کمک به افغانستان، توسط ۶۸ کشور شرکت‌کننده در نشست پاریس.[۱۷۴]
- ۱۲ ژوئن - رأی دیوان عالی ایالات متحده آمریکا مبنی بر لزوم محاکمه زندانیان بازداشتگاه گوانتانامو در دادگاه‌های غیرنظامی.[۱۷۵][۱۷۶]
- ۱۶ ژوئن - قهرمانی تیم فوتبال استقلال تهران در جام حذفی باشگاه‌های ایران.[۱۷۷]
- ۱۹ ژوئن - پس از ماه‌ها مناقشه، آتش بس میان اسرائیل و حماس به مدت ۶ ماه در نوار غزه آغاز شد.[۱۷۸][۱۷۹]
- ۲۹ ژوئن - تیم ملی فوتبال اسپانیا قهرمان یورو ۲۰۰۸ شد.[۱۸۰]

### ژوئیه
- ۱ ژوئیه - فرانسه جانشین اسلوانی به عنوان رئیس دوره‌ای اتحادیه اروپا شد.[۱۸۱]
- ۱ ژوئیه - ممنوعیت استفاده از چربی ترانس (Trans fat) در رستوران‌های ایالت نیویورک.[۱۸۲]
- ۲ ژوئیه - آزادی اینگرید بتانکورت و سه گروگان آمریکایی سازمان چریکی انقلابی فارک در کلمبیا، پس از شش سال و نیم اسارت.[۱۸۳][۱۸۴]
- ۲ ژوئیه - حمله انتحاری در اورشلیم توسط یک عرب فلسطینی، با یک دستگاه بولدوزر به دو اتوبوس در حال رفت‌وآمد و قتل حداقل ۳ نفر و ۶۶ نفر زخمی.[۱۸۵][۱۸۶][۱۸۷]

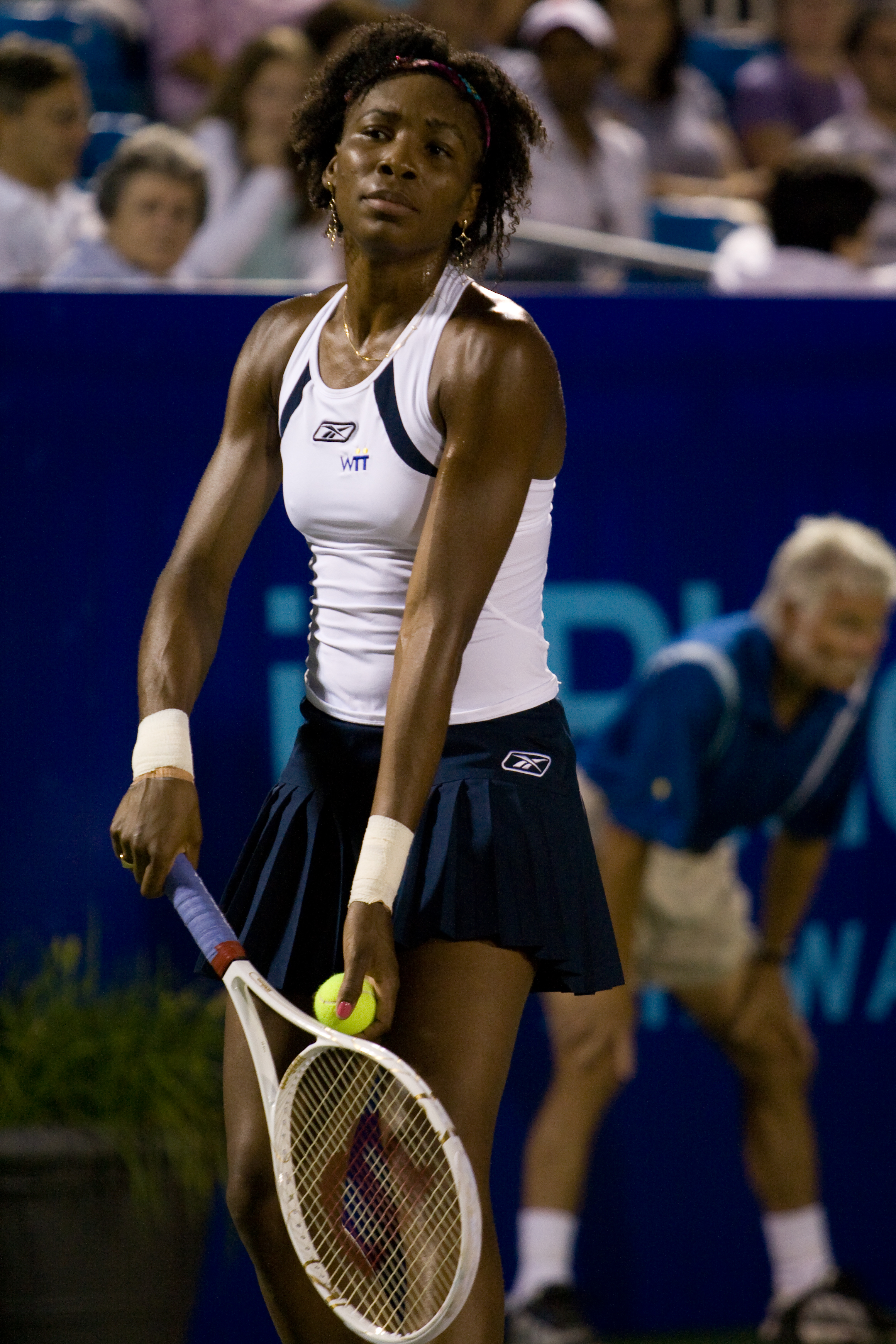
ونوس ویلیامز قهرمان جام تنیس ویمبلدون ۲۰۰۸

- ۳ ژوئیه - حزب‌الله لبنان مبادله اسرای جنگی با اسرائیل را رسماً تأیید کرد.[۱۸۸]
- ۴ ژوئیه - آغاز پروازهای مستقیم میان چین و تایوان پس از ۶۰ سال.[۱۸۹][۱۹۰]
- ۵ ژوئیه تا ۲۷ ژوئیه - نود و پنجمین تور دو فرانس.
- ۶ ژوئیه - کشته شدن ۱۰ پلیس پاکستانی در انفجار انتحاری در اسلام‌آباد.[۱۹۱][۱۹۲]
- ۶ ژوئیه - بانک مرکزی ایران، نرخ تورم را ۲۰ و هفت دهم درصد اعلام کرد.[۱۹۳]
- ۶ ژوئیه بخشودگی ۷ میلیارد دلار بدهی عراق توسط امارات متحده عربی.[۱۹۴]
- ۲۳ ژوئن تا ۶ ژوئیه - مسابقات جام تنیس ویمبلدون و قهرمانی ونوس ویلیامز در رده زنان[۱۹۵] و رافائل نادال در رده مردان.[۱۹۶]
- ۷ تا ۹ ژوئیه - اجلاس سران گروه هشت در جزیره هوکایدو در کشور ژاپن.[۱۹۷]
- ۷ ژوئیه - حداقل ۴۰ کشته و بیش از ۱۰۰ زخمی بر اثر حمله انتحاری در مقابل سفارت هند در کابل.[۱۹۸]
- ۱۱ ژوئیه - آغاز عرضه نسخه جدید آی‌فون اپل در ۲۲ کشور، آی‌فون جدید مجهز به سامانه موقعیت‌یاب جهانی (GPS) است.[۱۹۹]
- ۱۶ ژوئیه - اسرائیل و گروه حزب‌الله لبنان زندانیان و اجساد قربانیان درگیری بین دو طرف را دو سال پس از جنگ ۳۳ روزه تابستان ۲۰۰۶ مبادله کردند.[۲۰۰]
- ۲۱ ژوئیه - رادوان کاراجیچ رهبر صرب‌های بوسنی در زمان جنگ داخلی این کشور در دهه نود، بازداشت شد، وی متهم به رهبری عملیات کشتار ۷۵۰۰ مرد و پسر نوجوان مسلمان پس از سقوط شهر سربرنیتسا در سال ۱۹۹۵ است.[۲۰۱]

### اوت

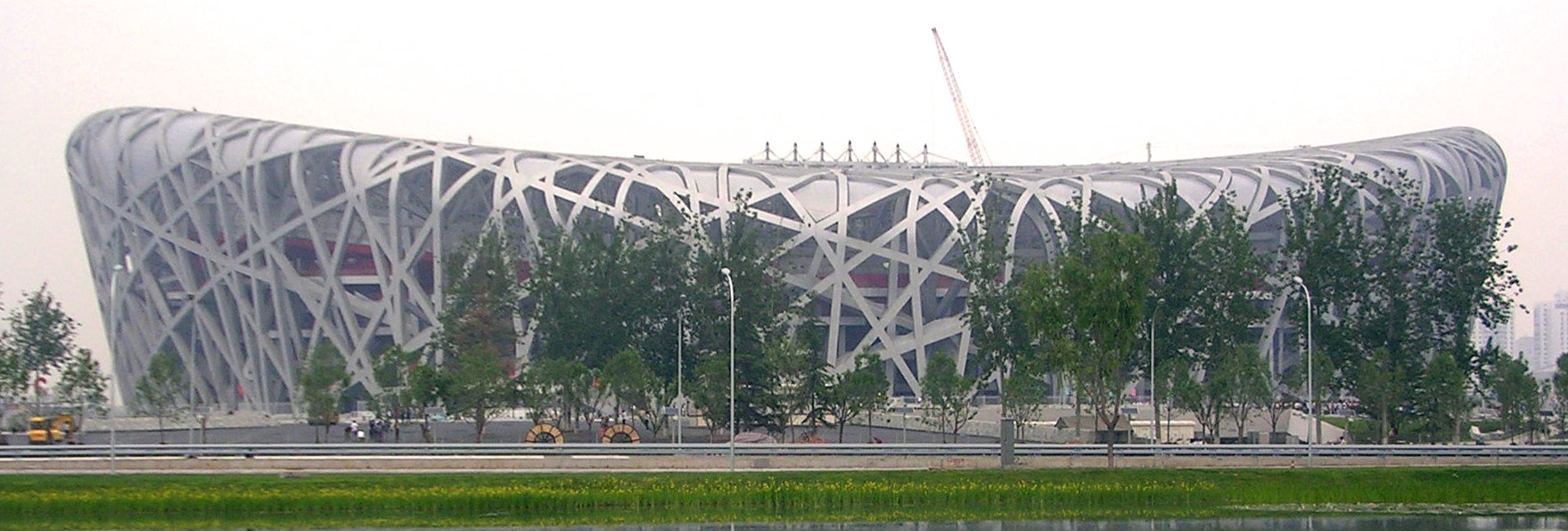
آشیانه پرنده، استادیوم اصلی بازی‌های المپیک ۲۰۰۸ پکن.

- ۱ اوت - دومین و آخرین خورشیدگرفتگی سال ۲۰۰۸ میلادی در شمال کانادا، روسیه، مغولستان و چین به صورت کلی و در در سراسر اروپا، آسیا و آمریکای شمالی به صورت جزئی رویت شد.[۲۰۲][۲۰۳]
- ۶ اوت - در پی یک کودتای نظامی در موریتانی فرماندهان بزرگ نظامی قدرت را در این کشور به دست گرفتند.[۲۰۴]
- ۷ اوت - در پی چند روز نبرد سنگین میان نیروهای دولتی گرجستان و استقلال طلبان اوستیای جنوبی، گرجستان اقدام به اعلام آتش بس و سپس تصرف سخینوالی پایتخت اوستیای جنوبی کرد، در روز ۸ اوت روسیه نیز وارد این مناقشه شد.[۲۰۵]
- ۲۰ اوت - روح الله نیکپا، تکواندوکار زیر ۵۸ کیلوگرم افغانستان نخستین مدال تاریخ کشورش در المپیک را به دست آورد.[۲۰۶]
- ۲۴ اوت - سقوط پرواز شماره ۶۸۹۵ هواپیمایی آسمان در نزدیکی بیشکک پایتخت قرقیزستان منجر به کشته شدن ۶۸ مسافر از ۹۰ سرنشین آن شد.[۲۰۷]
- ۸ تا ۲۴ اوت - بازی‌های المپیک تابستانی ۲۰۰۸ پکن در چین.
- ۲۵ تا ۲۸ اوت - گردهمایی ۲۰۰۸ حزب دمکرات آمریکا و معرفی باراک اوباما به عنوان نامزد نهائی حزب دموکرات ایالات متحده آمریکا برای مقام ریاست جمهوری و جوزف بایدن به عنوان نامزد پست معاونت ریاست جمهوری آن کشور.

### سپتامبر

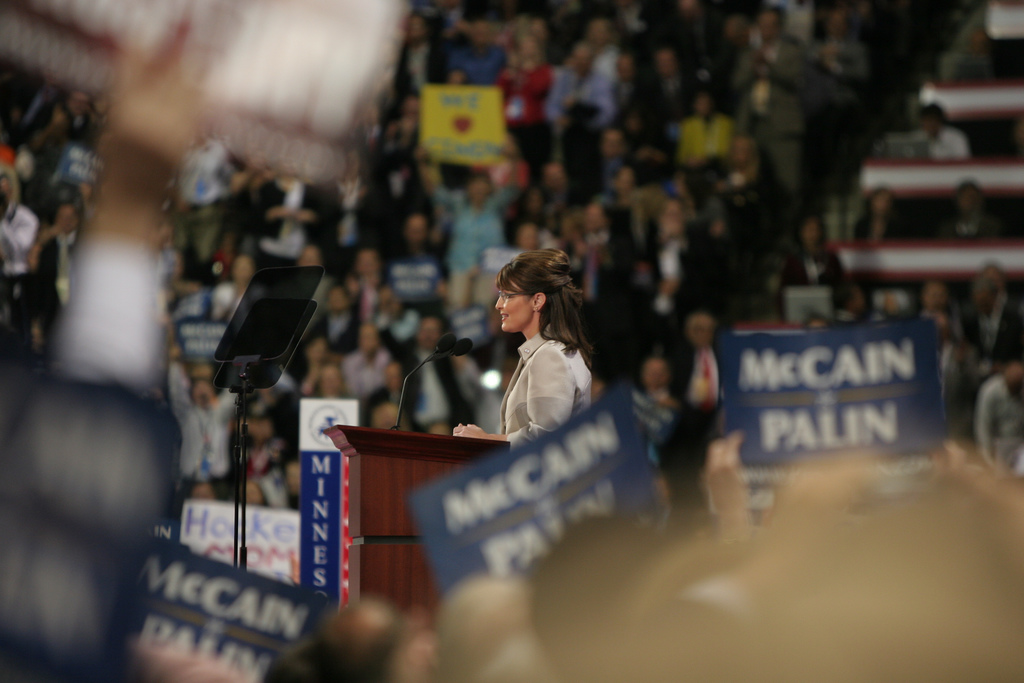
سخنرانی سارا پیلین نامزد معاونت رئیس جمهوری آمریکا از حزب جمهوری خواه

- ۱ تا ۴ سپتامبر - گردهمایی ۲۰۰۸ حزب جمهوری‌خواه آمریکا و معرفی جان مک کین به عنوان نامزد نهائی حزب جمهوری‌خواه ایالات متحده آمریکا برای مقام ریاست جمهوری و سارا پیلین به عنوان نامزد پست معاونت ریاست جمهوری آن کشور.
- ۱۴ سپتامبر - یک هواپیمای بوئینگ ۷۳۷ متعلق به روسیه بر اثر برخورد به یک کوه در سلسله جبال اورال سقوط کرد و همه ۸۸ سرنشین آنکه شامل ۲۱ تبعه خارجی و ۶ خدمه نیز بود کشته شدند.[۲۰۸]
- ۶ تا ۱۷ سپتامبر - بازی‌های پارالمپیک تابستانی ۲۰۰۸ پکن در چین.

### اکتبر

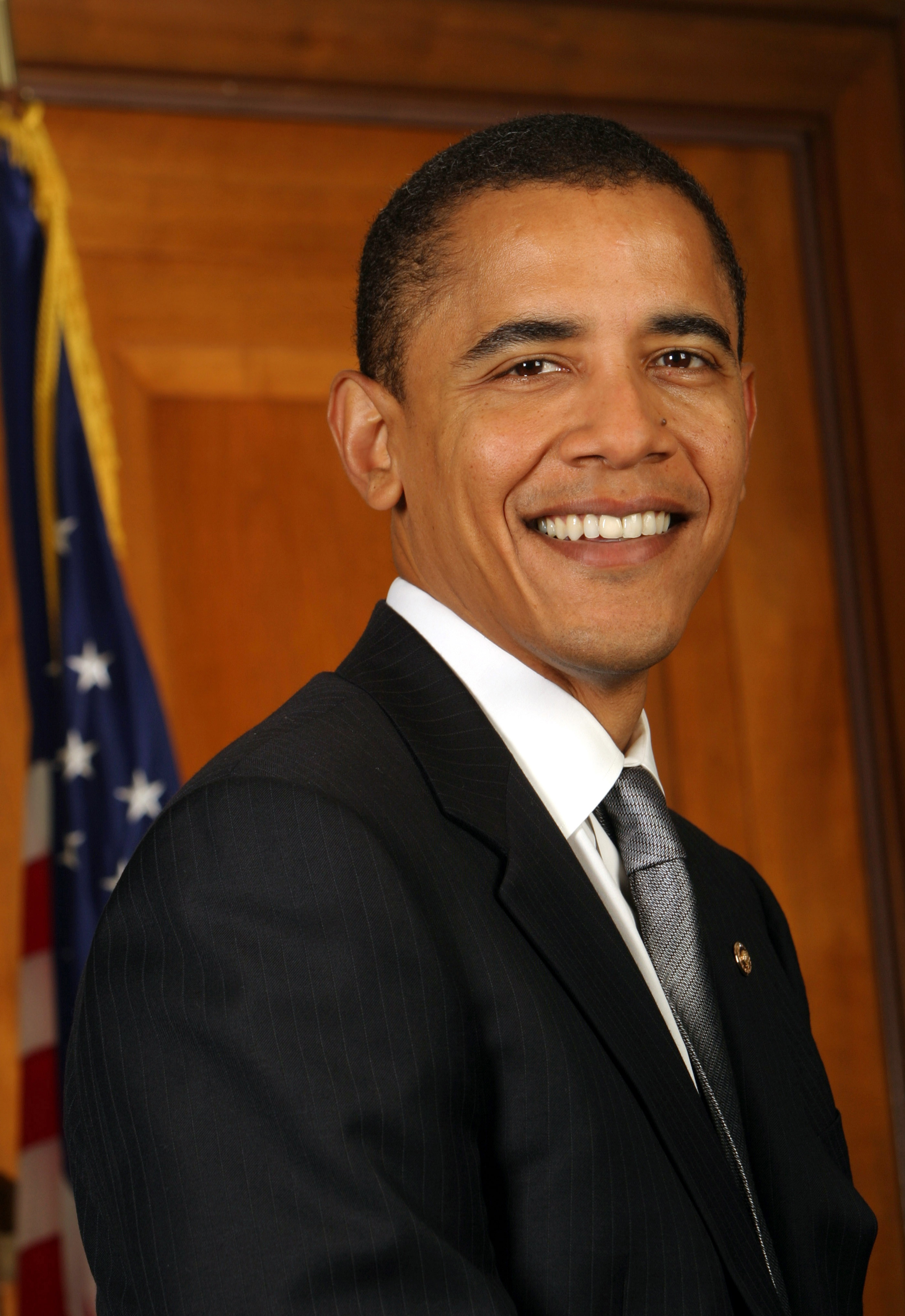
باراک اوباما رئیس جمهور منتخب ایالات متحده آمریکا

- ۵ اکتبر - کاکا به عنوان بهترین فوتبالیست جهان از سوی فیفا انتخاب شد.
- ۶ اکتبر - وقوع زلزله در جمهوری قرقیزستان باعث کشته شدن دست کم ۷۰ نفر و زخمی شدن ده‌ها نفر دیگر شد.[۲۰۹]
- ۱۸ اکتبر - تیم فوتبال نوجوانان ایران قهرمان آسیا شد.[۲۱۰]
- ۱۸ اکتبر - ایران از نشستن بر کرسی غیر دائم شورای امنیت باز ماند.[۲۱۱]
- ۱۹ اکتبر - تیم ملی فوتسال برزیل برای چهارمین بار قهرمان جهان شد.[۲۱۲]

### نوامبر
- ۴ نوامبر - در پی برگزاری انتخابات سراسری در ایالات متحده آمریکا، رئیس جمهور این کشور،۱۱ فرماندار، تمامی ۴۳۵ نماینده مجلس و ۳۵ نماینده از یکصد نماینده مجلس سنا انتخاب شدند.[۲۱۳]
- ۴ نوامبر - در انتخابات ریاست جمهوری ایالات متحده آمریکا باراک اوباما نامزد حزب دموکرات با کسب ۳۶۴ رأی کالج انتخاباتی برابر رقیب جمهوری خواهش سناتور جان مک کین که ۱۶۲ رأی کالج را کسب کرده بود به عنوان ۴۴امین رئیس جمهور ایالات متحده انتخاب شد، وی نخستین رنگین پوستی است که به این سمت برگزیده می‌شود.[۲۱۴]
- ۱۳ نوامبر - کشورهای منطقه یورو برای اولین بار از هنگام تشکیل اتحادیه اروپا وارد دوره رکود اقتصادی شدند.[۲۱۵]
- ۲۶ نوامبر - یک رشته حملات تروریستی در بمبئی منجر به کشته شدن ۱۹۵ نفر شد.[۲۱۶]

### دسامبر

سوئیس در ۱۲ دسامبر ۲۰۰۸ به پیمان شنگن پیوست.

- ۶ دسامبر - قتل یک نوجوان ۱۵ ساله به دست پلیس آتن، به درگیری چند روزه میان پلیس و مردم در یونان انجامید.[۲۱۷]
- ۱۲ دسامبر - سوییس در مرکز اروپا به پیمان اروپایی شینگن که در خصوص آمد و شد آزادانه در داخل کشورهای اتحادیه اروپا است پیوست.[۲۱۸]
- ۲۳ دسامبر - گروهی از نظامیان در گینه پس از مرگ لانسانا کونته، رئیس‌جمهوری، دست به کودتای نظامی زدند.[۲۱۹]
- ۲۷ دسامبر - اسرائیل یک سلسله حملات هوایی را علیه نوار غزه آغاز کرد، این حملات بیش از ۱۳۰۰ کشته و ۵۳۰۰ مجروح بر جای گذاشت. در بین کشته‌ها و زخمیان عده زیادی از کودکان و زنان و افراد غیرنظامی مشاهده می‌شوند[۲۲۰]

## درگذشتگان

### ژانویه

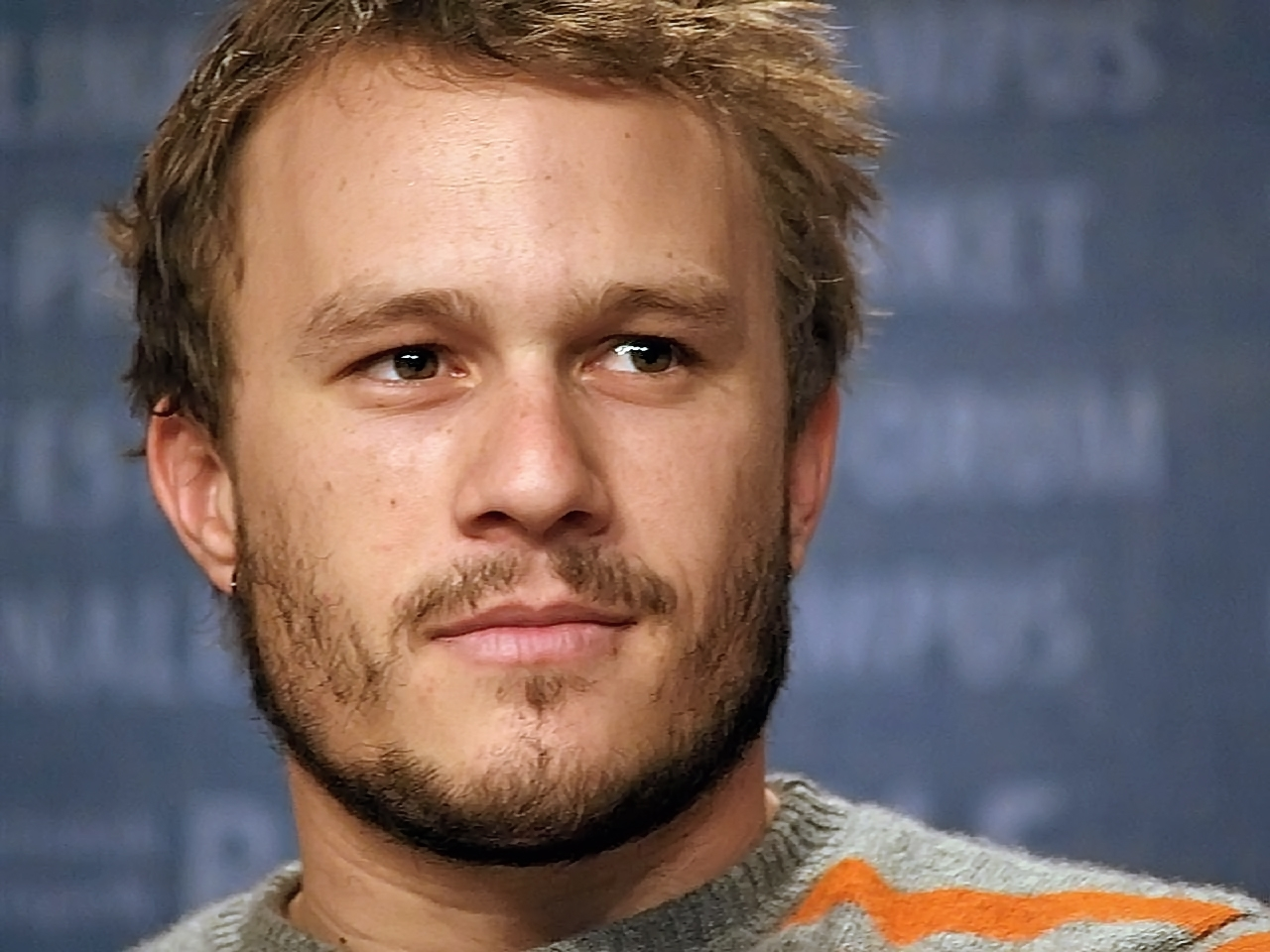
هیت لجر

- ۸ ژانویه - موشه لِوی، ژنرال اسرائیلی و دوازدهمین فرمانده ستاد کل نیروهای دفاعی اسرائیل.[۲۲۱]
- ۱۱ ژانویه - ادموند هیلاری، اولین فاتح قله اورست.[۲۲۲]
- ۱۲ ژانویه - احمد عاشورپور، خواننده، آهنگساز و ترانه‌سرای ایرانی.[۲۲۳]
- ۱۳ ژانویه - جعفر شهیدی، مورخ ایرانی و استاد زبان و ادبیات فارسی.[۲۲۴]
- ۱۷ ژانویه - بابی فیشر، شطرنج‌باز آمریکایی و قهرمان سابق جهان.[۲۲۵]
- ۲۲ ژانویه - هیت لجر، بازیگر استرالیایی.[۲۲۶]
- ۲۷ ژانویه - محمد سوهارتو، رئیس‌جمهور پیشین اندونزی.[۲۲۷]

### فوریه
- ۲ فوریه - احمد بورقانی، فعّال سیاسی ایرانی.[۲۲۸]
- ۵ فوریه - مهاریشی ماهش یوگی، مرشد هندی آئین عرفان کهن.[۲۲۹][۲۳۰]
- ۶ فوریه - نیکول فریدنی، عکاس و طبیعت‌نگار ایرانی.[۲۳۱]
- ۹ فوریه - ژازه تباتبایی، نقاش، شاعر و مجسمهساز ایرانی.[۲۳۲]
- ۱۲ فوریه - عماد مغنیه، فرمانده ستاد عملیات ویژه حزب‌الله لبنان.[۲۳۳][۲۳۴]
- ۱۵ فوریه - امنون نتسر، ایران‌شناس، مورخ و استاد ارشد دانشگاه عبری اورشلیم.[۲۳۵]
- ۱۸ فوریه - آلن رُب‌گریه، نویسنده و فیلم‌ساز فرانسوی.[۲۳۶]

### مارس

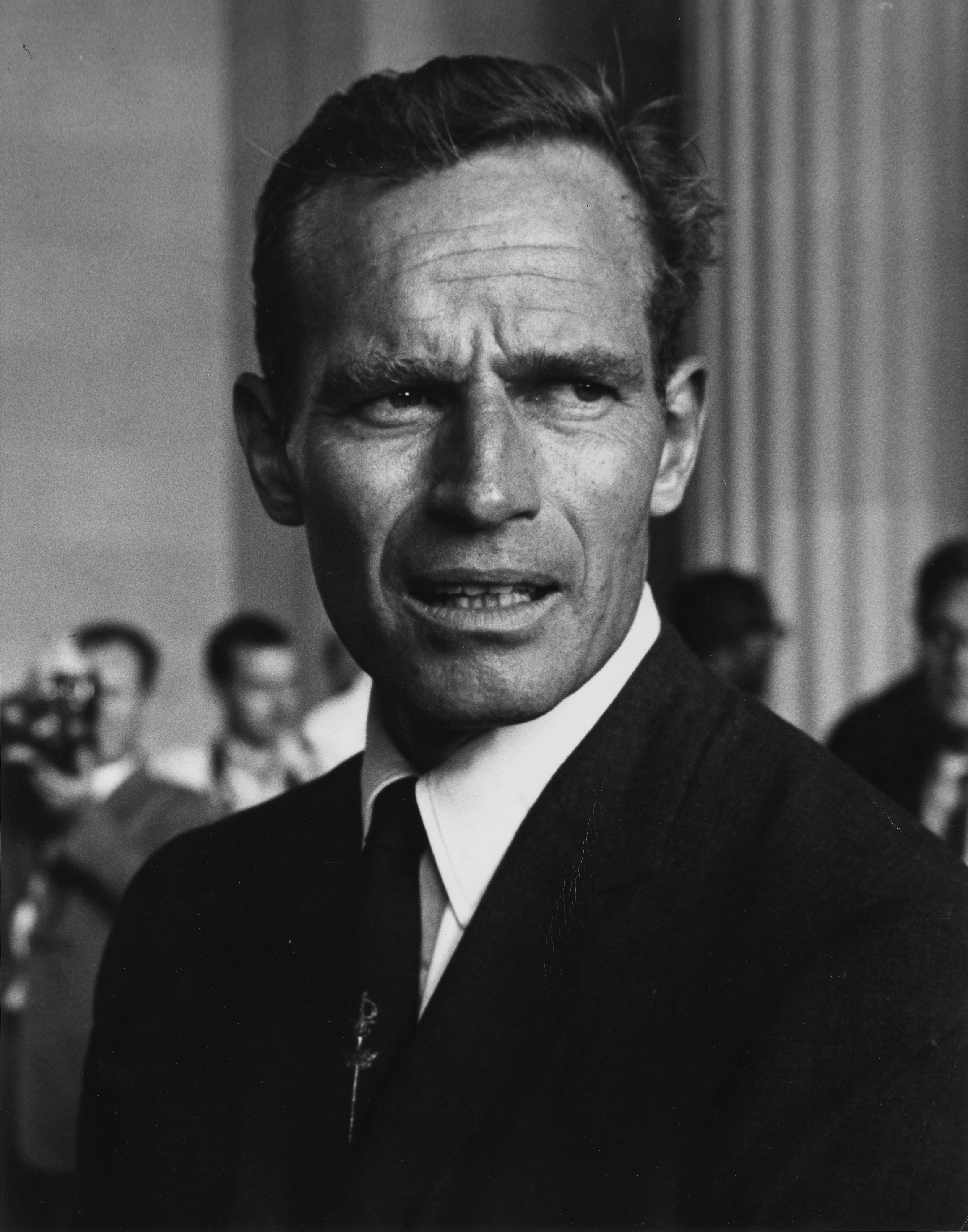
چارلتون هستون

- ۱۲ مارس - مریم فیروز، فعال سیاسی و از اعضای بلندپایه حزب توده ایران.[۲۳۷][۲۳۸]
- ۱۸ مارس - آنتونی مینگلا، کارگردان و فیلم‌نامه‌نویس انگلیسی.[۲۳۹]
- ۱۹ مارس - ثمین باغچه‌بان، شاعر، نویسنده، آهنگساز و مترجم ایرانی.[۲۴۰]
- ۱۹ مارس - آرتور چارلز کلارک، نویسنده، مخترع و دانشمند انگلیسی.[۲۴۱]
- ۲۹ مارس - فریدون آدمیت نویسنده و تاریخ‌نگار معاصر ایرانی.[۲۴۲]

### آوریل
- ۵ آوریل - چارلتون هستون، بازیگر آمریکایی.[۲۴۳]
- ۱۳ آوریل - جان ویلر، فیزیک‌دان آمریکایی.[۲۴۴]

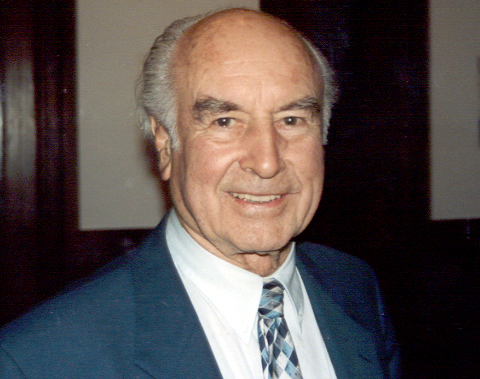
آلبرت هوفمن

- ۱۶ آوریل - ادوارد لورنز، ریاضی‌دان آمریکایی، هواشناس و پدر نظریه بحران.[۲۴۵]
- ۱۷ آوریل - امه سزر، شاعر فرانسوی‌زبان و فعال سیاسی فرانسوی.[۲۴۶]
- ۲۹ آوریل - آلبرت هوفمن، شیمیدان سوئیسی و مخترع ال‌اس‌دی.[۲۴۷]

### مه

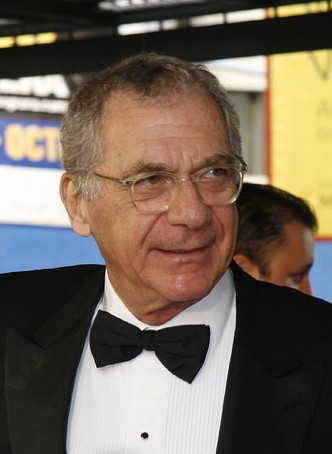
سیدنی پولاک

- ۳ مه - اسماعیل داورفر، بازیگر سینما، تئاتر و تلویزیون ایران.[۲۴۸]
- ۱۰ مه - فرهنگ معیری، «پدر گریم ایران».[۲۴۹]
- ۱۶ مه - کاوه عزیزپور، فعال سیاسی کرد.[۲۵۰][۲۵۱]
- ۲۳ مه - فریدون جم، رئیس ستاد ارتش شاهنشاهی و دیپلمات ایرانی.[۲۵۲]
- ۲۵ مه - لوئیز فیروز، اسبشناس و کاشف نوعی از اسب ایرانی با نام «اسبچه خزر».[۲۵۳]
- ۲۶ مه - سیدنی پولاک، کارگردان مشهور آمریکایی.[۲۵۴][۲۵۵]

### ژوئن

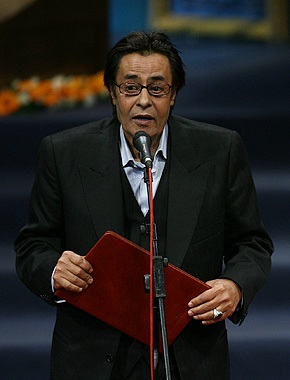
خسرو شکیبایی

- ۱ ژوئن - ایو سن لورن، طراح لباس مشهور فرانسوی.[۲۵۶]
- ۲ ژوئن - الیزابت اسپرینگز بازیگر انگلیسی.[۲۵۷]
- ۳ ژوئن - مل فرر بازیگر و کارگردان آمریکایی.[۲۵۸]
- ۵ ژوئن - نادر ابراهیمی، داستان‌نویس معاصر ایرانی.[۲۵۹]

### ژوئیه
- ۷ ژوئیه - الیزابت اسپرینگز، هنرپیشه انگلیسی و بازیگر فیلم هری پاتر و سنگ جادو.[۲۵۷]
- ۱۸ ژوئیه - خسرو شکیبایی، بازیگر مطرح ایرانی در سن ۶۴ سالگی.[۲۶۰]
- ۱۹ ژوئیه - آن لمبتون، ایران‌شناس و زبان‌شناس برجسته انگلیسی.[۲۶۱]
- ۲۸ ژوئیه - سوزان تمیم، خواننده موسیقی پاپ لبنانی.[۲۶۲]

### اوت
- ۱ اوت – آشوک مانکاد، بازیکن کریکت اهل هند (ز. ۱۹۴۶)[۲۶۳]
- ۳ اوت - آلکساندر سولژنیتسین، نویسنده مشهور روسی و برنده جایزه ادبیات نوبل.[۲۶۴]
- ۹ اوت - محمود درویش، شاعر مشهور فلسطینی.[۲۶۵]
- ۲۰ اوت - هوآ گوئوفنگ، صدراعظم و رئیس حزب کمونیست چین.[۲۶۶]
- ۲۳ اوت - توماس هاکل ولر، ویروس‌شناس آمریکایی و برنده جایزه نوبل پزشکی.
- ۲۷ اوت - ایبی ناتان، فعال صلح ایرانی-اسرائیلی.[۲۶۷][۲۶۸]

### سپتامبر

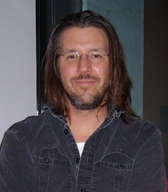
دیوید فاستر والاس

- ۱۲ سپتامبر - دیوید فاستر والاس نویسنده آمریکایی بر اثر خودکشی.[۲۶۹]
- ۱۵ سپتامبر - ریچارد رایت نوازنده کیبورد و یکی از بنیان‌گذاران گروه راک پینک فلوید.[۲۷۰]
- ۲۶ سپتامبر - پل نیومن بازیگر آمریکایی و برنده جایزه اسکار در سن ۸۳ سالگی.[۲۷۱]

### اکتبر
- ۸ اکتبر - اردشیر محصص، طراح و کاریکاتوریست ایرانی-آمریکایی.[۲۷۲]
- ۱۰ اکتبر - جواد نوربخش ملقب به نورعلی‌شاه، پیشوای شاخه ذوالریاستین سلسله صوفیان نعمت‌اللهی.[۲۷۳]
- ۲۰ اکتبر - مهرانگیز دولتشاهی، دیپلمات ایرانی، سه دوره نماینده مجلس شورای ملی و فعال حقوق زنان.[۲۷۴]
- ۲۰ اکتبر - خواهر روحانی امانوئل، یکی از شخصیت‌های بارز فعالیت‌های انسان‌دوستانه و نیکوکاری و از پنج چهرهٔ محبوب فرانسویان.[۲۷۵]
- ۲۵ اکتبر - طاهره صفارزاده، شاعر ایرانی و مترجم.[۲۷۶]

### نوامبر
- ۴ نوامبر - مایکل کرایتون نویسنده، تهیه‌کننده، کارگردان، فیلم نامه نویس، پزشک و تهیه‌کننده تلویزیونی آمریکایی.[۲۷۷]
- ۱۰ نوامبر - میریام ماکه‌با، ستاره موسیقی آفریقای جنوبی و معروف به ماما آفریقا.[۲۷۸]
- ۱۹ نوامبر - جان مایکل هایز، نویسنده فیلم پنجره عقبی، ساخته آلفرد هیچکاک، در سن ۸۹ سالگی.[۲۷۹]
- ۲۳ نوامبر - احمد آقالو بازیگر سینما و تئاتر ایرانی.[۲۸۰]

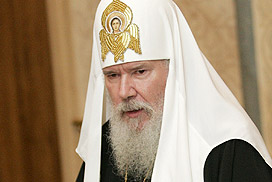
آلکسی دوم

### دسامبر
- ۵ دسامبر - آلکسی دوم اسقف اعظم روسیه بین سال‌های ۱۹۹۰ تا ۲۰۰۸.[۲۸۱]
- ۲۲ دسامبر - لانسانا کونته رئیس‌جمهوری گینه در سن ۷۴ سالگی.[۲۸۲]
- ۲۴ دسامبر - ساموئل هانتینگتون، نظریه‌پرداز و فیلسوف مشهور آمریکایی.[۲۸۳]
- ۲۵ دسامبر - هارولد پینتر، نمایشنامه‌نویس بریتانیایی و برنده جایزه نوبل ادبیات در سن ۷۸ سالگی.[۲۸۴]